# أورلاندو توريس
أورلاندو توريس هو لاعب كرة قدم فنزويلي، ولد في 18 يوليو 1946.